# Patrick Tierney (Politiker)
Patrick Tierney (* 24. April 1904 im County Tipperary; † 29. September 1990) war ein irischer Politiker der Fine Gael. Von 1954 bis 1957 war er Mitglied des Seanad Éireann, dem Oberhaus, und von 1957 bis 1969 Teachta Dála (Abgeordneter) im Dáil Éireann, dem irischen Unterhaus des irischen Parlaments.

## Leben
Tierney war als Landwirt tätig. Er versuchte, bei den Wahlen 1943 im Wahlkreis Tipperary in den Dáil einzuziehen. Dies gelang aber ebenso wenig wie bei den Wahlen 1951 und Wahlen 1954. Stattdessen wurde er über die Arbeitsliste in den Seanad Éireann gewählt. Erst bei den Wahlen 1957 war er erfolgreich und konnte einen Sitz im Dáil erringen. Diesen verteidigte er bei den Wahlen 1961 und 1965. Zu den Wahlen zum Dáil Éireann 1969 trat er nicht mehr an.